# ハナビラニカワタケ
ハナビラニカワタケ（花弁膠茸、学名: Phaeotremella foliacea）は、シロキクラゲ科ハナビラニカワタケ属（ファエオトレメラ属）の中型から大型のキノコ。食用キノコの一つ。

## 分布・生態
北半球を中心に汎世界的に広く分布する、ごく有り触れたキノコである。日本では春から秋にかけて、人里近くの広葉樹林や雑木林で見られる。木材腐朽菌ではなく、他の菌類に寄生して栄養を得る寄生菌（寄生性）で、キウロコタケに寄生し、よく両者が一緒に生えている。カシやシイ、ヤナギ、コナラ、ミズナラ、クヌギ、クリなどの広葉樹または針葉樹の倒木や枯れ木、または枯枝・切株に活着（菌類などの胞子が根づいて生育すること）し、樹皮を破って花びら状に成長する。

## 形態
膠（にかわ）のように軟質（ゼラチン質）で、くすんだ淡褐色から赤褐色の半透明のキノコである。子実体の形はシワのよった八重咲きの花びら状で、多数の裂片が融合して重なり合った球形の塊になる。全体の径は6 - 10センチメートル (cm) 、高さ4 - 6 cmくらいまでになる。乾燥すると黒ずんで萎縮し、固い軟骨質の塊になる。根元は固く、褐色。裂片は外周がゆるく波打ち、表面は滑らかで表裏の区別がなく、両面側に胞子が出来る。
キノコを構成する菌糸は一菌糸型で、菌糸隔壁はクランプを有する。ハナビラニカワタケの担子器は類球形で2 - 4細胞からなり、シロキクラゲ目に共通する特徴である縦隔壁（縦に並んだ壁）によって分割されている。胞子は6.5 - 10.5 × 4.5 - 8.5マイクロメートル (μm) の卵形から球形、無色から淡黄褐色、非アミロイド性。胞子紋は類白色。

## 食用
ほぼ無味無臭で、キクラゲ同様に食用にできる。スープや酢の物、和え物などに合う。

## 近似するキノコ
子実体の形がよく似ているクロハナビラニカワタケ (Tremella fimbriata) は、色が茶褐色から暗褐色になるキノコである。
なお、近縁種と分類上の混乱が見られ、本種ハナビラニカワタケとトレメルラ・フロンドーサ Tremella frondosa、またはクロハナビラニカワタケ T. fimbriata は同一種であるとの説もあるが、決定的な結論にはいたっていない。